# Pryor (Montana)
Pryor es un lugar designado por el censo ubicado en el condado de Big Horn en el estado estadounidense de Montana. En el Censo de 2010 tenía una población de 618 habitantes y una densidad poblacional de 6 personas por km².

## Geografía
Pryor se encuentra ubicado en las coordenadas 45°25′1″N 108°31′52″O / 45.41694, -108.53111. Según la Oficina del Censo de los Estados Unidos, Pryor tiene una superficie total de 103.02 km², de la cual 102.99 km² corresponden a tierra firme y (0.02%) 0.02 km² es agua.

## Demografía
Según el censo de 2010, había 618 personas residiendo en Pryor. La densidad de población era de 6 hab./km². De los 618 habitantes, Pryor estaba compuesto por el 12.46% blancos, el 0% eran afroamericanos, el 85.44% eran amerindios, el 0% eran asiáticos, el 0% eran isleños del Pacífico, el 0.81% eran de otras razas y el 1.29% pertenecían a dos o más razas. Del total de la población el 2.75% eran hispanos o latinos de cualquier raza.